# Лёнегрен, Карин
Карин Лёнегрен (швед. Karin Maria Lönegren; 22 июня 1871, Норрчёпинг — 20 февраля 1963, Стокгольм) — шведская пианистка, композитор и педагог.

## Биография
Карин Лёнегрен родилась 22 июня 1871 года в Норрчёпинге. Её отцом был Густаф Лёнегрен, член парламента; её брат Эрнст стал в 1909 году епископом диоцеза Хернёсанда. Карин никогда не была замужем и жила с сестрой; они вместе зарабатывали на жизнь преподаванием.
Учителями Карин Лёнегрен были Рихард Андерссон, пианист и композитор, и Франц Неруда. Неизвестно, когда именно Лёнегрен училась у них, но, по всей видимости, это было в 1890-х годах, вскоре после её приезда в Стокгольм: именно в этот период оба композитора находились и работали в Стокгольме.
Сохранились сведения о том, что Карин Лёнегрен обучала игре на фортепиано принцесс Астрид и Ингрид. Из газетных объявлений того времени следует, что Карин активно участвовала в светской жизни и много концертировала, исполняя в том числе собственные произведения. Она играла заметную роль в музыкальной жизни Стокгольма; её произведения звучали по радио, особенно в 1930-х и 1940-х годах.
Композиторское наследие Карин Лёнегрен состоит в основном из песен и фортепианных пьес. Кроме того, она является составителем сборника шведских народных песен, для которых написала фортепианный аккомпанемент. Более сложным в композиционном плане является вокальное произведение «Stämning», музыка которого написана на лирическое стихотворение неизвестного автора. Цикл «Fyra lyriska stycken for piano» (1908) составляют четыре пьесы — Barcarolle, Andante, Berceuse и Gavotte — написанные в традициях романтической фортепианной музыки конца XIX века. Из них наиболее известна Berceuse, существующая также в переложении для скрипки и фортепиано. Традиции романтизма ощутимы и в технически более сложном фортепианном произведении «Tre fantasistycken» (1911). Его исполнение требует от пианиста высокого мастерства, что позволяет судить об уровне игре самой Лёнегрен.
Карин Лёнегрен умерла 20 февраля 1963 года в Стокгольме.